# Michael Marder
Michael Marder es un profesor de investigación de la Fundación Vasca para la Ciencia (Ikerbasque) en el departamento de filosofía en la Universidad del País Vasco, Vitoria. Marder trabaja en la tradición fenomenológica de la Filosofía continental, pensamiento ambiental, y filosofía política. De igual forma, una de sus preocupaciones son las cuestiones éticas que rodean la vida vegetal.

## Educación y formación académica
Marder estudió en diferentes universidades de Canadá y EE. UU. Recibió su doctorado en Filosofía en la Nueva Escuela de Investigación social en Nueva York. Marder realizó investigaciones posdoctorales en el departamento de filosofía en la Universidad de Toronto, y fue maestro en la Universidad de Georgetown, Universidad de George Washington, y la Universidad de Saskatchewan. Poco antes de aceptar la cátedra de la investigación Ikerbasque en la Universidad del País Vasco, Marder desarrolló una investigación en fenomenología como socio FCT en la Universidad de Lisboa, Portugal, y ocupó el puesto de profesor en el departamento de Filosofía de la Universidad Duquesne en Pittsburgh.

## Contribuciones a la filosofía
Marder desarrolló una filosofía con respecto a las plantas. Argumenta que a pesar de que muchos filósofos buscan retraerse de preocupaciones ontológicas y éticas con respecto a las plantas, es necesario colocar esta forma de vida a la cabeza de la deconstrucción de la metafísica occidental. Recientemente, Marder ha escrito sobre las implicaciones éticas de lo que él nombró el “pensamiento vegetal”.
Por otra parte, Marder hizo contribuciones al pensamiento político contemporáneo, la fenomenología, la teoría de la utopía y la deconstrucción, con investigaciones originales de Jacques Derrida, Carl Schmitt, el papel de la crítica en la tradición fenomenológica y Piropolítica, o "la política del fuego".

## Actividades editoriales
Marder es un editor asociado al periódico Telos (Nueva York) y un editor de tres colecciones de libros: “Teoría política y filosofía contemporánea”, "Estudios críticos sobre plantas", y "Futuro Perfecto: Imágenes del tiempo futuro en Filosofía, política y estudios culturales".
Adicionalmente editó los siguientes libros:
- Con Givanni Tusa. "Contemporanea: Un glosário para el S. XXI" MIT, 2024

- Con Giovanni Aloi. "Entrelazamientos vegetales en filosofía y el arte" MIT, 2023

- Con Luce Irigaray. "Construir un mundo nuevo" Palgrave, 2015

- Con Peter Trawny & Marcia Sá Cavalcante Schuback, Martin Heidegger "Filosofía del derecho de Hegel: El seminario de 1934-5 y ensayos interpretativos” Bloomsbury, 2014

- Con Gianni Vattimo. "Deconstrucción del sionismo: Una crítica de la metafísica política" Bloomsbury, 2014

- Con Santiago Zabala. "Ser tremblado: Ontología y el evento" Palgrave, 2014

- Con Patricia Vieira. "Utopía existencial: Nuevas perspectivas del pensamiento utópico" Continuum, 2011

## Libros escritos
- Marder, Michael (2026). Vegetality : Tarrying with Germinating Seeds. University of Minnesota Press.
- Marder, Michael (2026). Fiori di fuoco : Testimoni delle ceneri. Mimesis.
- Marder, Michael (2026). Of Joints and Other Articulations : The Future of Arthrosophy. Northwestern University Press.
- Marder, Michael (2025). Metamorphoses Reimagined. Columbia University Press.
- Marder, Michael (2025). Eco-Freud, from A to Z. Bloomsbury.
- Marder, Michael (2023). Time Is a Plant. Brill. ISBN 978-0231180597.
- Casey, Edward; Marder, Michael (2023). Plants in Place : A Phenomenology of the Vegetal. Columbia University Press. ISBN 9780231213455.
- Marder, Michael (2023). The Phoenix Complex : A Philosophy of Nature. MIT Press. ISBN 9780262545709.
- Marder, Michael (2023). El conjunto del crecimiento: Conversación y reflexiones en torno de las plantas. Centro de Cultura Digital, México.
- Marder, Michael (2022). Philosophy for Passengers. MIT Press. ISBN 9780262543712.
- Marder, Michael (2021). Senses of Upheaval : Philosophical Snapshots of a Decade. Anthem Press. ISBN 9781839982293.
- Marder, Michael (2021). Green Mass : The Ecological Theology of St. Hildegard of Bingen. Stanford University Press.
- Marder, Michael (2021). Hegel's Energy : A Reading of The Phenomenology of Spirit. Northwestern University Press. ISBN 978-0810143395.
- Marder, Michael (2020). Dump Philosophy: A Phenomenology of Devastation. Bloomsbury.
- Marder, Michael (2019). Political Categories: Thinking Beyond Concepts. Columbia University Press.
- Marder, Michael (2018). Heidegger: Phenomenology, Ecology, Politics. University of Minnesota Press.
- Marder, Michael (2017). Energy Dreams: Of Actuality. Columbia University Press.
- Irigaray, Luce; Marder, Michael (2016). Through Vegetal Being. Columbia University Press.
- Marder, Michael; Tondeur, Anaïs (2016). Chernobyl Herbarium: Fragments of Exploded Consciousness. Open Humanities Press.
- Marder, Michael (2016). Dust (Object Lessons). Bloomsbury Academic. ISBN 978-1628925586.
- Marder, Michael (2016). Grafts. Univocal Publishing.
- Marder, Michael (2015). Pyropolitics: When the World Is Ablaze. Rowman & Littlefield Pub Inc. ISBN 978-1783480296.
- Marder, Michael (2014). The Philosopher's Plant: An Intellectual Herbarium. Columbia University Press. ISBN 978-0231169035.
- Marder, Michael (2014). Phenomena-Critique-Logos: The Project of Critical Phenomenology. Rowman & Littlefield Pub Inc. ISBN 978-1-78348-025-8.
- Marder, Michael (2013). Plant-Thinking: A Philosophy of Vegetal Life. New York: Columbia University Press. ISBN 978-0231161251.
- Marder, Michael (2010). Groundless Existence: The Political Ontology of Carl Schmitt.. [S.l.]: Continuum. ISBN 978-1441180001.
- Marder, Michael (2009). The Event of the Thing: Derrida's Post-Deconstructive Realism. Toronto: University of Toronto Press. ISBN 978-1442612655.